# بشتن
بشتن (به آلمانی: Beesten) یک شهر در آلمان است که در امسلاند واقع شده‌است. بشتن ۱٬۶۸۸ نفر جمعیت دارد.